# Lloyd Whitlock
Lloyd Whitlock (2 de janeiro de 1891 - 8 de janeiro de 1966),foi um ator americano. Ele apareceu em mais de 199 filmes entre 1916 e 1949

## Filmografia Selecionada
- The Thrill Chaser (1923)
- The Woman of Bronze (1923)
- The Prairie Pirate (1925)
- Dollar Down (1925)
- The Man in the Saddle (1926)
- The Fatal Warning (1929)
- The Hurricane Express (seriado, 1932)
- The Shadow of the Eagle (seriado, 1932)
- The Whispering Shadow (seriado, 1933)
- West of the Divide (1934)
- The Lucky Texan (1934)
- Robinson Crusoe of Clipper Island (seriado, 1936)
- Undersea Kingdom (seriado, 1936)
- White Eagle (seriado, 1941)